# Młodsza kursywa rzymska
Młodsza kursywa rzymska wykształciła się około V wieku z kursywy starszej pod wpływem pisma greckiego. Zwana też minuskułą, ze względu na to, że niektóre jej litery wpisują się w cztery linie. 
Kursywą młodszą pisano bardzo długo (w północnej Italii spotyka się ją jeszcze w XII stuleciu), wpłynęła też silnie na powstanie niektórych rodzajów pism średniowiecznych. Kursywa młodsza jest pismem trudnym do odczytania, chętnie bowiem – dla przyśpieszenia pisania – stosuje abrewiacje (skróty) i ligatury (zrosty liter), i to bez żadnych reguł i jednolitych zasad. Jest to więc pismo zindywidualizowane, o jego kształcie decyduje to, co nazywamy charakterem pisma. 
Najbardziej konsekwentnie stosowane litery kursywne, które przeszły do innych rodzajów pisma, to długie s ( ſ ) oraz ligatura & = et.